# Strażnica WOP Romaliny
Strażnica WOP Gaj/Romaliny – podstawowy pododdział graniczny Wojsk Ochrony Pogranicza.

## Formowanie i zmiany organizacyjne
Strażnica została sformowana w 1945 w strukturze 23 komendy odcinka Bartoszyce jako 113 strażnica WOP (Hrunhow) o stanie 56 żołnierzy. Kierownictwo strażnicy stanowili: komendant strażnicy, zastępca komendanta do spraw polityczno-wychowawczych i zastępca do spraw zwiadu. Strażnica składała się z dwóch drużyn strzeleckich, drużyny fizylierów, drużyny łączności i gospodarczej. Etat przewidywał także instruktora do tresury psów służbowych oraz instruktora sanitarnego.
Na początku 1947 obsada personalna strażnicy została wymieniona z obsadą 199 strażnicy Zwardoń.
W 1951 strażnica stacjonowała w m. Romaliny. W maju 1952 strażnica zmieniła podporządkowanie ze 192 batalionu WOP na 193 batalion WOP. 
Od 15 marca 1954 wprowadzono nową numerację strażnic. Strażnica IV kategorii otrzymała numer 107.
Jesienią 1955 zlikwidowano sztab batalionu. Strażnica podporządkowana została bezpośrednio pod sztab brygady. W sztabie brygady wprowadzono stanowiska nieetatowych oficerów kierunkowych odpowiedzialnych za służbę graniczną strażnic.
W czerwcu 1956 rozwiązano strażnicę.

## Służba graniczna
Strażnice sąsiednie:
112 strażnica WOP Schenbruch ⇔ 114 strażnica WOP Willikamm – 1946

## Dowódcy strażnicy
- por. Czesław Kędziora (był 10.1946)[c].
- chor. Jan Robakowski (?-1951)
- p.o. plut. Stanisław Szostak (był w 1951)